# Kultura Ertebølle

Zasięg kultury Ertebølle (na czerwono w Skandynawii)

Kultura Ertebølle – nazwa niniejszej jednostki kulturowej związana jest z eponimicznym stanowiskiem Ertebølle położonym koło Løgstør w północnej części Jutlandii. Zespół zjawisk kulturowych utożsamianych z omawianą kulturą obejmował swym zasięgiem obszary dzisiejszej Danii oraz południowej części Skandynawii. Rozwój owej jednostki kulturowej wyznaczają daty od ok. 5 do ok. 4 tys. lat p.n.e. Inwentarz kamienny w owej kulturze reprezentowany jest przez drapacze przekłuwacze i rylce, do których wytworzenia posługiwano się techniką wiórową. Do inwentarzy kamiennych należy zaliczyć również „siekiery” wytwarzane techniką rdzeniowania jak i gładzenia. Inwentarze kościane reprezentowane były przez różnego rodzaju przekłuwacze, gładziki i pierścienie. Novum w niniejszej kulturze było występowanie naczyń z wypalanej gliny, głównie płaskie misy i talerze. Gospodarka kultury Ertebølle miała charakter mieszany, dominowało rybołówstwo morskie głównie na dorsze i węgorze oraz na ssaki morskie m.in. foki, praktykowano również zbieractwo małży i ślimaków. Polowanie na ssaki lądowe m.in. jelenie, sarny, miało niewielkie znaczenie w strategii pozyskiwania pożywienia przez ludność tej kultury.